# Fudzsivara no Micsinaga
Fudzsivara no Micsinaga (966–1027) japán politikus, a Fudzsivara család legnagyobb politikai hatalommal bíró tagja a Heian-korban. Lányai ügyes beházasításával a császári családba elérte azt, hogy Icsidzsó császár apósaként, később három császár nagyapjaként mintegy 30 éven át monopolizálta a japán politikát. Micsinaga és apja, Fudzsivara no Kaneie régensi hivatali ideje volt a Fudzsivara nemzetség politikai befolyásának csúcsa.

## Munkássága
Micsinaga útja a hatalomba korántsem volt adott, a japán történelem „kivételesen szerencsés” alakjának tartják. Szerencse kellett ahhoz, hogy a Fudzsivarák 966-ban ki tudták túrni a császári kegyből Minamoto no Takaakira régenst. Továbbá Micsinaga ugyan a befolyásos Fudzsivara családba született, de mint harmadik fiúnak, bátyjai korai halála kellett ahhoz, hogy nemzetségfőként egyáltalán politikai színtérre léphessen. Azonban miután nemzetségfő lett, önjogon mutatott fel kétségtelen tehetséget az udvari hatalmi játszmákban. Ezt elsősorban a császári családdal kiépített erős rokoni kapcsolat és a kortársak szerint megkérdőjelezhetetlen hatalmi befolyás bizonyítja.
Híres róla, hogy amikor harmadik lányát is császárhoz sikerült adnia (ezzel bebetonozva régensi hatalmát), a császárnéi kinevezési ceremónián családbeli kritikusához, Fudzsivara no Szaneszukéhoz fordulva ezt a verset szavalta: